# Flavio Perrone
Flavio Perrone (1990) è un thaiboxer italiano.

## Biografia
Flavio Perrone, chiamato "The Shark", è un fighter professionista di Muay Thai e K-1 classe 1990, categoria -70 Kg. Inizia la sua carriera agonistica a 19 anni esordendo nella federazione WFC, e proprio in questa federazione conquista il Titolo nazionale di Thai Boxe nell'anno 2012 e successivamente anche nell'anno 2013. Nel 2014 conquista il secondo posto in un torneo mondiale di K-1. Nell'ottobre 2015 a causa di un bruttissimo incidente stradale è costretto a uno stop dagli allenamenti di 6 mesi e a un fermo di poco più di un anno dalle competizioni. I medici gli riscontrano, oltre alle varie fratture e al trauma cranico, una lesione importante dei tendini e legamenti del ginocchio destro, mettendolo al corrente che avrebbe potuto riscontrare problemi anche per camminare. Nonostante questo, Flavio dopo i 6 mesi di stop riprende gli allenamenti con non poca fatica, e grazie all'equipe medica che lo segue giorno per giorno ritorna in perfetta forma. Ritorna sul ring a febbraio 2017, e nel giugno dello stesso anno vince il titolo italiano Muay Thai nella federazione WFC. Nel mese di dicembre 2017 si allena in Thailandia presso la Super Pro Samui per poi disputare un match che vince per KO al primo round.
Nel mese di marzo 2018 conquista il Titolo Europeo Thai Boxe WFC e nel mese di maggio dello stesso anno vince il Titolo Italiano K-1. Nel novembre 2019 parte di nuovo per la Thailandia e dopo essersi allenato presso la Petchrungruang Gym Pattaya, grazie a Filippo Cinti, combatte al Max Muay Thai Stadium. A dicembre del 2019 viene selezionato come fighter del torneo New Era -70 kg.
Continua la sua carriera agonistica per il Team Bega di Milano, e viene seguito dal maestro Antonio Bega.